# Compiz
Compiz és un dels primers gestors de finestres per al sistema XWindow que utilitza els avantatges de l'acceleració OpenGL. Aquesta integració, permet realitzar efectes en la gestió de les finestres, tal com efectes de minimitzar, maximitzar o la gestió d'escriptoris virtuals en forma 3D.
Compiz compleix amb l'estandard ICCCM i pot reemplaçar als gestors predeterminats Metacity en Gnome i Kwin en KDE, brindant-los d'algunes de les característiques que posseeixen alguns dels seus competidors com Exposé al Mac OS X d'Apple i una alternativa visual a la drecera Alt-Tab, semblant al de Microsoft Windows Vista.
Compiz està construït sota un nou servidor X, anomenat Xgl, el qual utilitza la capa gràfica OpenGL, Glitz.
Compiz va ser lliurat el gener de 2006 per Novell després d'aparèixer la nova versió de l'Xgl, i en ell es van fusionar Compiz Fusion, que era la fusió entre Beryl i Compiz Extras el febrer de 2009.
Inicialment Compiz funcionava només en maquinari suportat pel Xgl. Així doncs les targetes gràfiques NVIDIA i ATI eren conegudes per treballar amb Compiz i Xgl. Malgrat que ambdós estan molt desenvolupats, es consideren encara com a prototips, per trobar-se en una forta etapa de desenvolupament.

## Característiques

### Intern
- Fons d'Escriptori
- Transluciditat, enfosquiment, desaturació
- Auto-ressorgiment de la finestra activa

### Complements inclosos
- cube: Cada escriptori virtual es converteix en una cara d'un cub 3D.
- decoration: Dibuixa els cantons de les finestres per a Gnome i KDE.
- fade: Atenua una finestra segons un esdeveniment.
- gconf: Configuracions del Gnome.
- minimize: La finestra es minimitza amb un efecte animat.
- move: Permet moure la finestra.
- place: Ubicació de noves finestres.
- resize: Permet canviar la grandària de la finestra.
- rotate: Permet girar el cub 3D.
- scale: Visió general de totes les finestres obertes mitjançant miniatures (Semblant a l'Expose d'OS X).
- switcher: Es pot elegir una finestra activa amb Alt-Tab.
- water: Ones d'aigua al menejar el ratolí i efectes de pluja.
- wobbly: Ondulacions de les finestres mentres es menegen.
- zoom: Augmenta una part de la pantalla.

### Complements de terceres parts
- edgeflip: Mou una finestra al següent escriptori virtual voltejant la finestra.
- opacity: Permet canviar l'opacitat de la finestra.
- state: Configura l'opacitat i altres opcions per a segons el tipus de finestra.
- trailfocus: Atenuació de la finestra desenfocada amb el temps.
- transset: Configura l'opacitat programa a programa.

## Tecles de drecera predeterminats *
Circular per finestres obertes: ALT + Tab.
Vista global de les finestres obertes(activar i desactivar): Movent el ratolí cap al cantó dalt-dreta.
Moures pels escriptoris del cub 3D: CTRL + ALT + Fletxa dreta/esquerra.
Moure finestra activa a un altre escriptori: CTRL + SHIFT + ALT + Fletxa Dreta/Esquerra.
Moure el cub 3D manualment: CTRL + ALT + Clic esquerre + Arrossegar des d'un espai buit de l'escriptori.
Engrandir part de la pantalla una volta: SUPER + Clic Dret.
Engrandir pantalla: SUPER + Roda amunt.
Encollir pantalla: SUPER + Roda a baix.
Moure finestra: ALT + Clic esquerre.
Moure finestra lliscosa: CTRL + SHIFT + Clic esquerre.
Redimensionar finestra: ALT + Clic central.
Relentir efectes: SHIFT + F10.
Efecte aigua: Mantinddre CTRL + SUPER.
Efecte pluja: SHIFT + F9.
Efecte pel·lícula: CTRL + ALT + Fletxa baix (Per a canviar d'escriptori Fletxa esquerra/dreta, mantenint des d'un principi les tecles CTRL + ALT).
* Tecla SUPER = Tecla Windows (En algunes distribucions, cal especificar-ho al fitxer. Xmodmap)

## Desplegament
Compiz està actualment disponible per a les següents distribucions Linux (oficialment o per terceres parts):
1. Gentoo Linux – gràcies al treball desenvolupat a Hanno's Blog (per a Xgl), Hanno's Blog (per a aiglx) i Gentoo Wiki Arxivat 2008-05-17 a Wayback Machine. conegut també com a CoffeBuzz's Portage overlay Arxivat 2006-07-04 a Wayback Machine..
  - RR4-RR64 – Una distribució "live DVD-CD" basada en Gentoo que permet configurar Xgl automàticament quan és indicat com a paràmetre d'encegada.
  - Kororaa – Una distribució "live DVD-CD" de Gentoo Linux.
  - VidaLinux – Disponible a la versió 1.3-alpha4 VidaLinux
2. Debian GNU/Linux – Paquets no oficials disponibles a linux.it Arxivat 2006-09-25 a Wayback Machine.
3. Ubuntu – Disponible a Ubuntu 6.06 LTS des de apt o bé a través de terceres parts a compiz.net.
4. SUSE Linux i SUSE Linux Enterprise Desktop – La versió 10.1 inclou Compiz en els seus CD-DVDs d'instal·lació. Per a instal·lar Compiz a versions anteriors, es pot consultar la pàgina web d'OpenSUSE.org www.opensuse.org
5. Mandriva Linux – Els paquets no oficials es poden trobar a people.mandriva.com/~vguardiola/xgl Arxivat 2006-05-24 a Wayback Machine.
6. ArchLinux – Mitjançant PKGBUILDS des de l'AUR
7. PLD Linux Distribution – disponible al PLD 3.0

## Galeria d'imatges

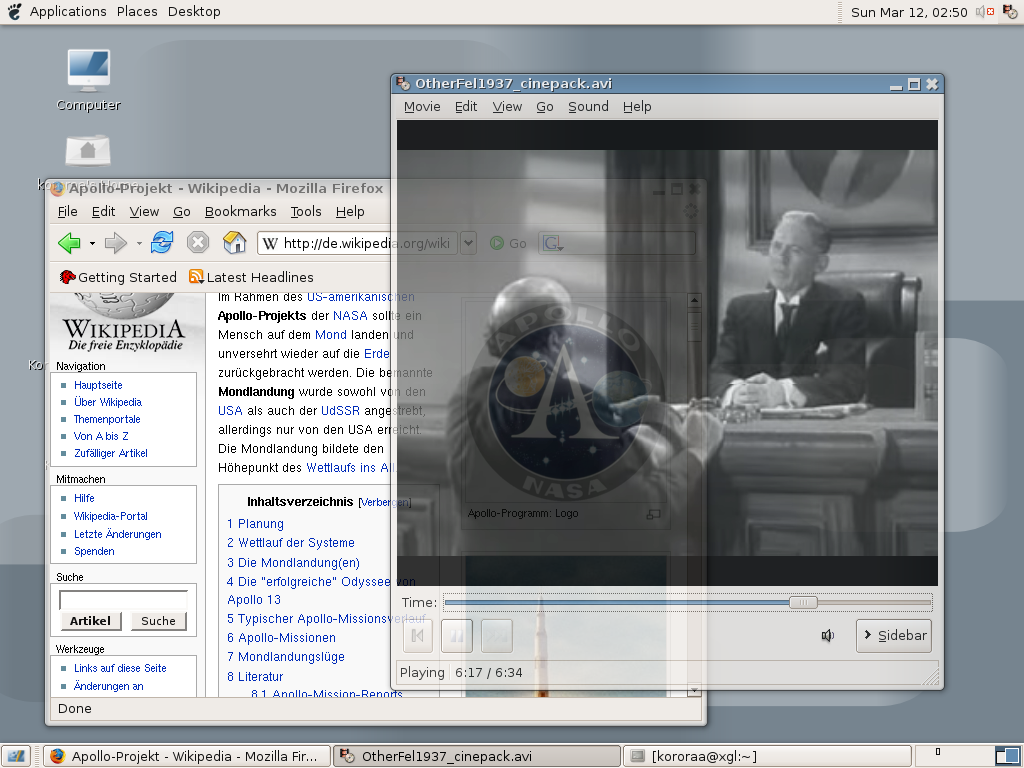
Efecte de transparència a les finestres
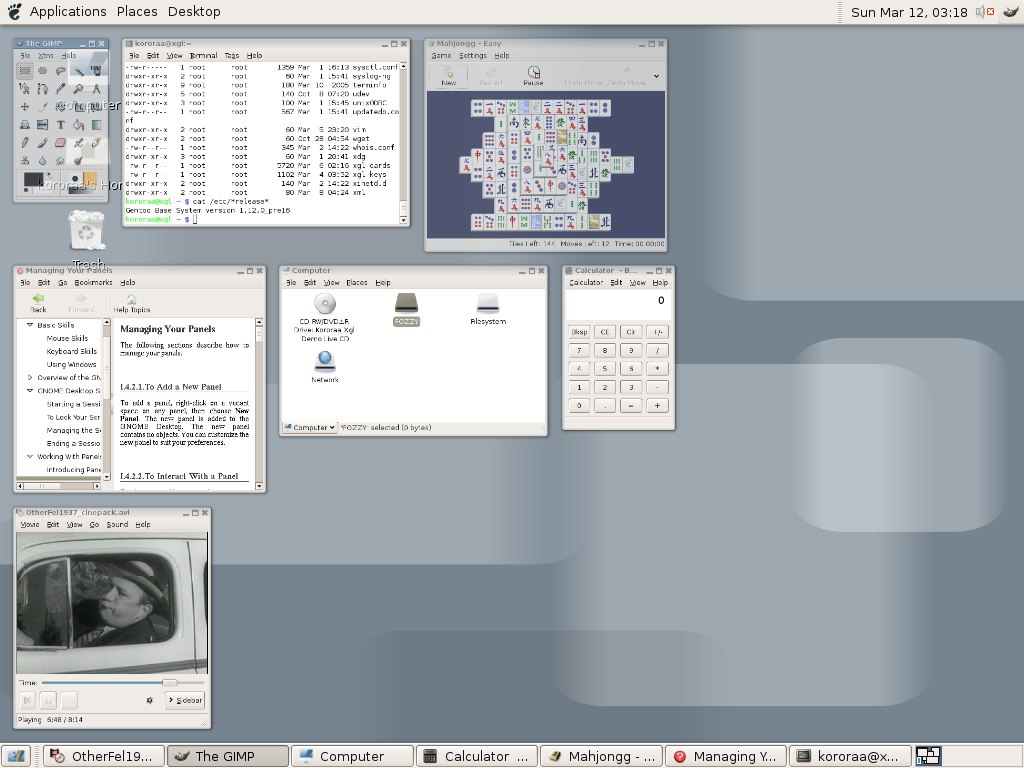
Complemet scale semblant a l'Exposé de Mac OS X
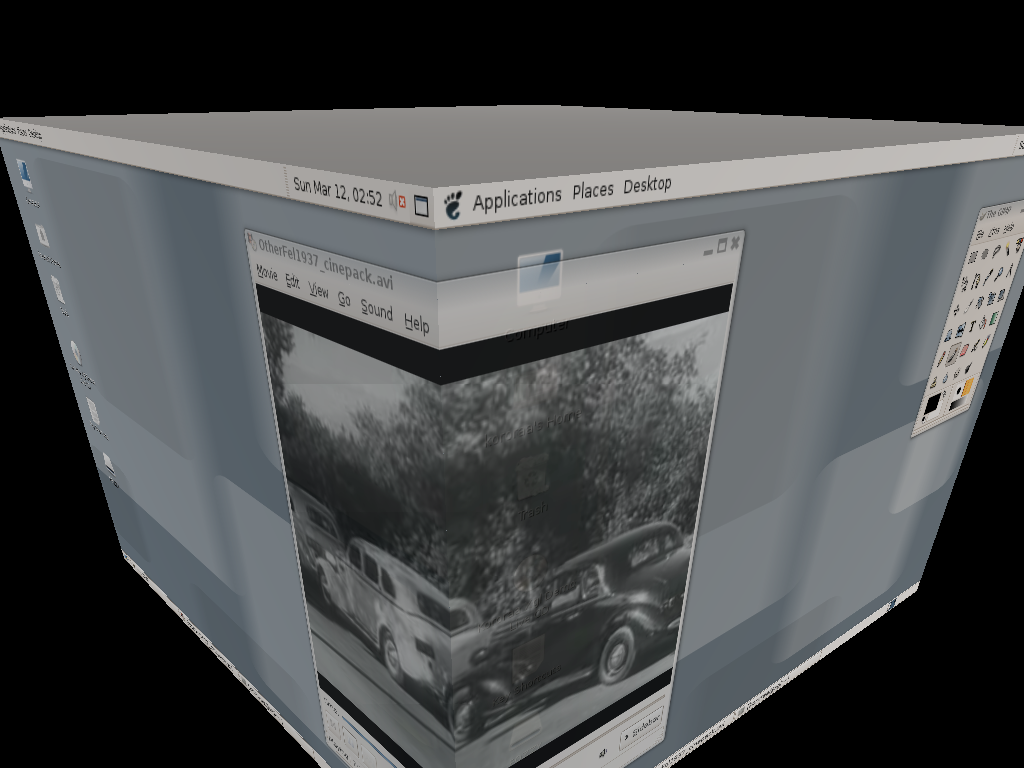
Efecte que provoca el complement edgeflip
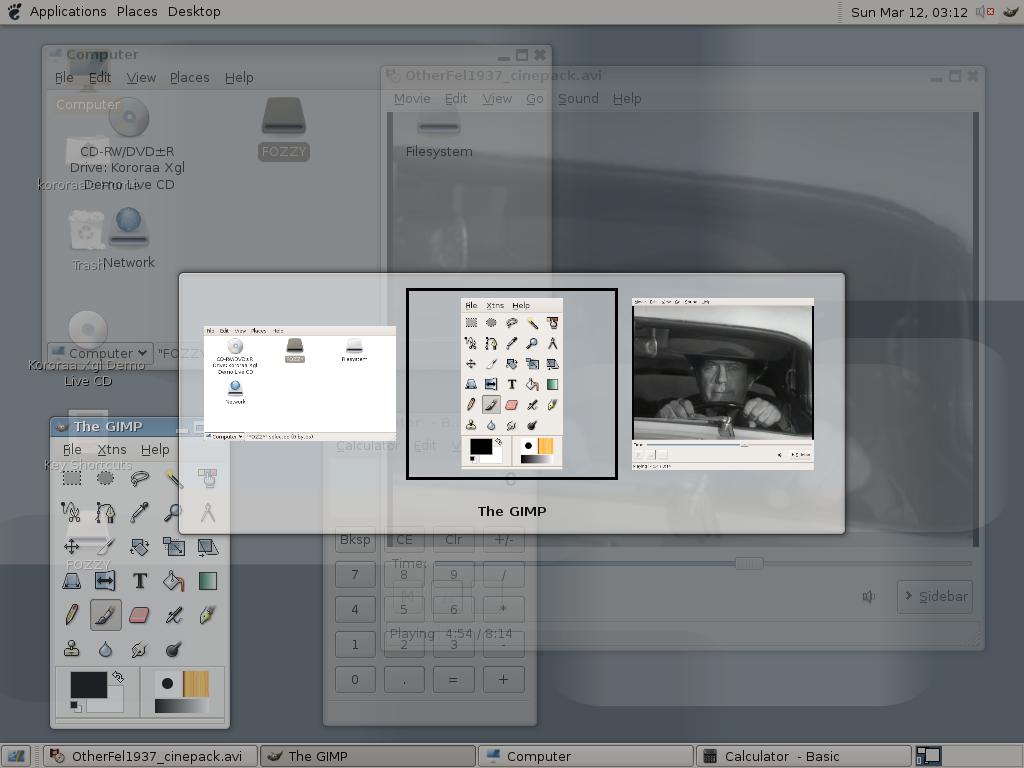
Utilització de canvi de finestra mitjançant Alt-Tab